# Edakalinadu
Edakalinadu (en tamil: இடக்காலிநாடு ) es una localidad de la India en el distrito de Chengalpattu, estado de Tamil Nadu.

## Geografía
Se encuentra a una altitud de 7 m s. n. m. a 102 km de la capital estatal, Chennai, en la zona horaria UTC +5:30.

## Demografía
Según estimación 2010 contaba con una población de 27 511 habitantes.